# He 178 (航空機)

He 178

| ハインケル He 178 V2 （試作2号機） | ハインケル He 178 V2 （試作2号機） |
| ---------------------------------- | ---------------------------------- |
|                                    |                                    |
| 概要                               |                                    |
| 役割                               | 実験機                             |
| 乗員                               | 1人                                |
| 大きさ                             |                                    |
| 全長                               | 7.48 m                             |
| 翼長                               | 7.20 m                             |
| 全高                               | 2.10 m                             |
| 翼面積                             | 9.1 m2                             |
| 重量                               |                                    |
| 自重                               | 1,620 kg                           |
| 積載量                             | 1,998 kg                           |
| 動力                               |                                    |
| エンジン                           | HeS 3b ターボジェットエンジン      |
| 推力                               | 450 kg（初飛行時）                 |
| 性能                               |                                    |
| 最高速度                           | 700 km/h（計画値）                 |
| 航続距離                           | 200 km（理論値）                   |
| 飛行時間                           | 8 分（達成値）                     |

ハインケル He 178（Heinkel He 178）は、ドイツのハインケル社 (Ernst Heinkel Flugzeugwerke) が手掛けた、世界初のターボジェット推進機。
プロペラを用いない航空機としては1910年のコアンダ=1910 が先行しており、これは機首のレシプロエンジンで遠心式ブロアーを回すモータージェット式であったが、飛行には失敗しており、近代ジェット機の祖はこの He178 である。

## 概要

### 前史
イギリス空軍の下士官フランク・ホイットル (Frank Whittle) が1929年に出願した遠心式ターボジェットエンジンに関する特許は、機密扱いされず専門誌などで広く紹介されたため、各国の空軍や技術者が注目し一部では後追いが始まった。
その中の1人が、ゲッティンゲン大学工学部の大学院生ハンス・フォン・オハイン (Hans Joachim Pabst von Ohain) で、ホイットルとは異なりラジアルタービンを用いる別形式を発案して特許出願し、友人のマックス・ハーン (Max Hahn) が経営する自動車整備工場の一角で、1934年から自費でジェットエンジンの試作に着手した。
博士課程修了後も継続的な開発を望んだオハインは、1936年に試作ジェットをエルンスト・ハインケル (Ernst Heinkel) に見せたところ、即座に同社に招かれて本格的な開発が始まった。翌1937年、板金職人の手作りで気体水素を用いる初号機 Heinkel Strahltriebwerk 1 (HeS 1) の試運転を開始したが、これはホイットルの試作初号機 W.U. (Whittle Unit) の運転開始とほぼ同時だった。
オハインの開発環境はホイットルに比べて恵まれており、軸流・遠心混成構造で軽油燃料による実用型 HeS 3 を搭載すべき実験機 He 178 の製作も、ハインケル社の自己資金で開始された。HeS 3 が He 118 に吊下され飛行試験を重ねる中、同社のジークフリート・ギュンター (Siegfried Günter) が設計を担当した He 178 は、金属モノコック製胴体に木製の肩翼式直線テーパー主翼を持つ簡素な小型機で、機首にピトー型エアインテークを置くストレート配置とし、尾輪式降着装置は本来引込式であったにもかかわらず、非常時を想定し殆どの場合下げ位置で固定して運用されることになった。

### 世界初の偉業
He 112 を改造した世界初のロケット推進機 He 176 に遅れること2ヶ月、数回のバウンド飛行に続き、1939年8月27日に同社テストパイロットのエーリッヒ・ワルシッツ (Erich Warsitz) の手で He 178 は初飛行した。これはホイットルらによる グロスター E.28/39 の初飛行より1年半も早かったが、HeS 3b は低出力かつ耐久性にも欠け、速度は計画値を下回る 325 kt (600 km/h) に留まり、滞空時間も10分に制限されるなど、レシプロ機に対して明確な優位性を示せず、試作2号機 (He 178 V2) に至っては推力不足で離陸もできずに終わった。
同年11月1日、エルンスト・ウーデット (Ernst Udet)、エアハルト・ミルヒ (Erhard Milch) らドイツ航空省 (Reichsluftfahrtministerium, RLM) 及びナチ高官の前で He 176, He 178 の展示飛行が催され、その場で戦闘機 He 280 の開発契約が結ばれたものの積極的な援助は得られなかった。
だが、ホイットルら競合者の動きを察知し、高速ジェット機の将来性に確信を抱いていた技官ヘルムート・シェルプ (Helmut Schelp) やハンス・アドルフ・マウフ (Hans Adolph Mauch) らは、ハインケルに He 280 計画を促す一方、航空機エンジン製造各社にもターボジェットエンジンの開発を非公式に打診した。この発注仕様 109 が、後に軸流式の BMW 003 (109/003) 、Jumo 004 (109/004) として具現化する。
試験を終えた He 178 は He 176 と共にドイツ空軍博物館 (Luftwaffenmuseum) に展示されていたが、1943年のベルリン大空襲で焼失した。試作機のみだったにもかかわらず大々的に対外宣伝された He 100 とは異なり、He 178 の存在はプロパガンダされなかったため、機密情報に接することのできた各国軍の上層部や一部の技術者を除き、他国に戦後まで知られることはなかった。現在はレプリカが初飛行の地ロストック・ラーゲ空港 (Flughafen Rostock-Laage) と、スミソニアン航空宇宙博物館に置かれている。